# Jüdischer Friedhof (Mannheim)
Der jüdische Friedhof in Mannheim wurde 1842 von der jüdischen Gemeinde neben dem zur gleichen Zeit entstandenen Hauptfriedhof angelegt. Er ist der größte jüdische Friedhof in Baden-Württemberg.

## Friedhof

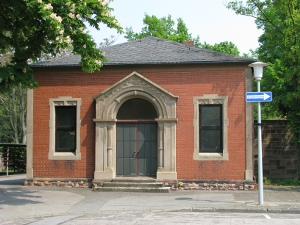
Leichenhalle

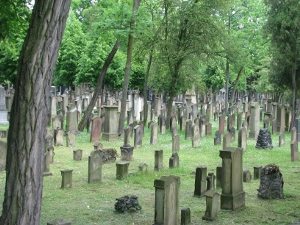
Grabsteine im ältesten Teil des Friedhofs

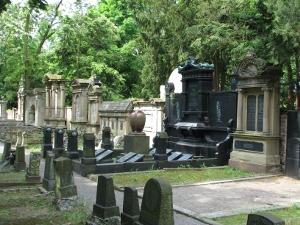
Gräber an der westlichen Mauer

Der rund 2,8 Hektar große Friedhof befindet sich östlich des Hauptfriedhofs im Stadtteil Wohlgelegen nordöstlich der Mannheimer Innenstadt auf der rechten Neckarseite. Links des Eingangs befindet sich die Einsegnungshalle. Der Friedhof wurde im Laufe der Zeit fortlaufend in nordöstliche Richtung belegt. Der Hauptweg wird gesäumt von Linden und Rosskastanien. Zu Beginn finden sich einheitliche Grabsteine aus rotem Sandstein. Ab etwa 1870 veränderte sich die Gestaltung. Die Materialien wurden vielfältiger und die verwandten Stile variantenreicher. Das Großbürgertum errichtete an den Friedhofsmauern prächtige Grabmäler. Nach dem Ersten Weltkrieg erfolgte eine Rückbesinnung und die Grabsteine wurden wieder schlichter.
Im vorderen Bereich befindet sich ein Sammelgrab mit über 3500 Toten, die 1938 vom alten Friedhof hierher überführt wurden. Es wird umrandet von 31 Grabsteinen vom alten Friedhof, weitere 14 befinden sich an der Friedhofsmauer. Dazwischen steht die 1954 errichtete Gedenkstätte „Denen, die kein Grab fanden“. Im hinteren Bereich des Friedhofs befindet sich das 1969 erstellte Grabfeld – hauptsächlich mit Kissensteinen – in dem Juden beerdigt wurden, deren Urnen aus Konzentrationslagern überführt wurden oder die sich vor den Deportationen nach Gurs das Leben nahmen. Weitere Gräber von Mannheimer Juden befinden sich in dem 1962 von badischen Städten angelegten Friedhof in Gurs. Ebenfalls im hinteren Bereich liegt ein Mischehenfeld, in dem Juden mit ihren christlichen Ehegatten begraben wurden.
Zahlreiche bekannte Mannheimer Persönlichkeiten wurden auf dem Friedhof beerdigt, unter anderem:
- Julius Aberle (1841–1895), sein großzügiges Testament ermöglichte den Bau der Kunsthalle
- Alice Bensheimer (1864–1935), Frauenrechtlerin
- Ferdinand Eberstadt (1808–1888), Unternehmer und Politiker, Bürgermeister von Worms
- Max Goldschmidt (1865–1926), Mitgründer des Bankhauses Marx und Goldschmidt, Vorsitzender der jüdischen Gemeinde
- Max Hachenburg (1860–1951), Jurist, Ehrenbürger von Mannheim
- Bernhard Herschel (1837–1905), Unternehmer, Stifter des Herschelbads
- Carl Ladenburg (1827–1909), Banker und Politiker, Ehrenbürger von Mannheim
- Leopold Ladenburg (1809–1889), Jurist, Vorsitzender der jüdischen Gemeinde
- Seligmann Ladenburg (1797–1873), Unternehmer, Mitgründer der BASF
- Wolf Ladenburg (1766–1851), Gründer des Bankhauses Ladenburg
- Richard Lenel (1869–1950), Unternehmer und Präsident der Handelskammer, Ehrenbürger von Mannheim
- Viktor Lenel (1838–1917), Unternehmer und Politiker

- Julius Mammelsdorf (1838–1902), Kaufmann, Bankmanager und Sammler
- Lemle Moses Reinganum (1666–1724), Hoffaktor und Stifter der Lemle-Moses-Klaus
- Nathan Stein (1857–1927), Präsident des Landgerichts Mannheim
- Hedwig Wachenheim (1891–1969), Politikerin

## Geschichte

### Alter Friedhof

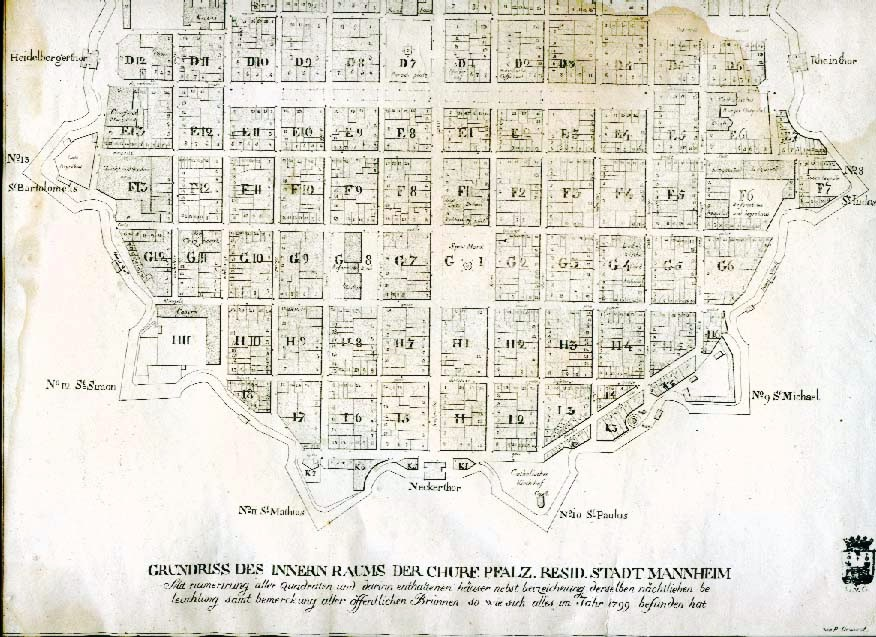
Grundrissplan von Mannheim 1799, ganz rechts die Bastion St. Judas (F7)

Nach dem Dreißigjährigen Krieg förderte Kurfürst Karl I. Ludwig die Ansiedlung von Juden in Mannheim. Für Bestattungen wurde der Friedhof Heiliger Sand in Worms genutzt, bis 1660 eine Konzession den Juden gestattete, dass sie „wo sie wollen einen begräbnisplatz erkaufen mögen.“ Bereits ein Jahr später konnte in der sogenannten Bastion St. Judas – einer der Bastionen der Mannheimer Stadtbefestigung – im heutigen Quadrat F7 ein Friedhof angelegt werden. Im Laufe der Zeit wurde der Friedhof mehrmals durch Ankauf von Nachbargrundstücken erweitert und hatte am Schluss eine Größe von 0,28 Hektar.
Nachdem 1842 der neue jüdische Friedhof eröffnet worden war, wurde der alte geschlossen, blieb aber entsprechend der jüdischen Tradition unangetastet. Die Chewra Kadischa versammelte sich abwechselnd auf dem neuen und dem alten Friedhof. Der Historiker Friedrich Walter bezeichnete ihn 1907 als „interessanten und stimmungsvollen Überrest Alt-Mannheims.“
Nach der nationalsozialistischen Machtergreifung polemisierte bereits im Juni 1933 die NS-Zeitung „Hakenkreuzbanner“ gegen den Friedhof. 1935 drohte Oberbürgermeister Carl Renninger im Stadtrat in Berlin vorzusprechen. Schließlich gab die jüdische Gemeinde 1938 dem massiven Druck nach und bettete die Toten auf den neuen Friedhof um und setzte auch einige der alten Grabsteine um. Am 17. Juli 1938 nahm sie mit einer Predigt Abschied vom alten Friedhof.
Zu den von den Nationalsozialisten angekündigten baulichen Maßnahmen kam es wegen des Zweiten Weltkriegs nicht mehr. Der verwüstete Platz wurde erst 1960 von der Stadtverwaltung neu gestaltet, die eine Säuglingstagesstätte und eine Grünanlage erstellte und eine Gedenktafel aufstellte. 2007 ließ das Stadtarchiv eine weitere Tafel auf einer Sandsteinstele errichten, die an das Geschehen erinnert.

### Neuer Friedhof

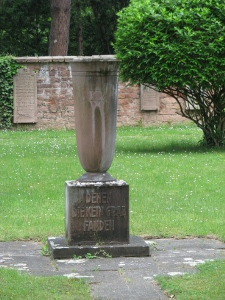
Gedenkstätte „Denen, die kein Grab fanden“

Die alten Friedhöfe in Mannheim lagen – nach Konfessionen getrennt – alle innerhalb der ehemaligen Stadtbefestigung. 1839 plante die Stadt einen großen, zentralen Friedhof und fragte bei der jüdischen Gemeinde an, ob sie bereit sei, „gemeinsam mit den christlichen Gemeinden ein Gelände zu erwerben“. Der Stadtrabbiner stimmte einer mit einer Mauer getrennten Anlage zu, so dass 1842 gemeinsam mit dem Hauptfriedhof der neue jüdische Friedhof eröffnet werden konnte. Am 15. August fand die erste Beerdigung statt. An der Eingangsfront befand sich ein von Anton Mutschlechner entworfenes Gebäude, in dem ein Betsaal und ein Leichenraum war. Die Einführung des Leichenhallenzwangs 1903 nutzte die Gemeinde zur baulichen Neugestaltung. Es entstand ein dreiteiliger Gebäudekomplex mit Leichenhalle und Aufseherwohnung. Im Zentrum stand eine mit einer Kuppel versehene Bethalle im romanisch-gotischen Stil.
Während der Novemberpogrome 1938 sprengten SA-Männer die Gebäude. Auch einige Grabsteine wurden dabei beschädigt. Jedoch entging der Friedhof der Schließung. Im Herbst 1941 beschloss das Innenministerium, dass der Mannheimer Friedhof als einer von neun der noch 76 bestehenden jüdischen Friedhöfe in Baden geöffnet bleiben solle. Nach dem Zweiten Weltkrieg ließ die Stadt 1954 die alte Leichenhalle vereinfacht wieder aufbauen. Am 22. Oktober – 14 Jahre nach den Deportationen nach Gurs – wurde sie gemeinsam mit der Gedenkstätte „Denen, die kein Grab fanden“ eingeweiht. In den 1990er Jahren wurde der Friedhof nach Osten hin erweitert.